# 噴漆

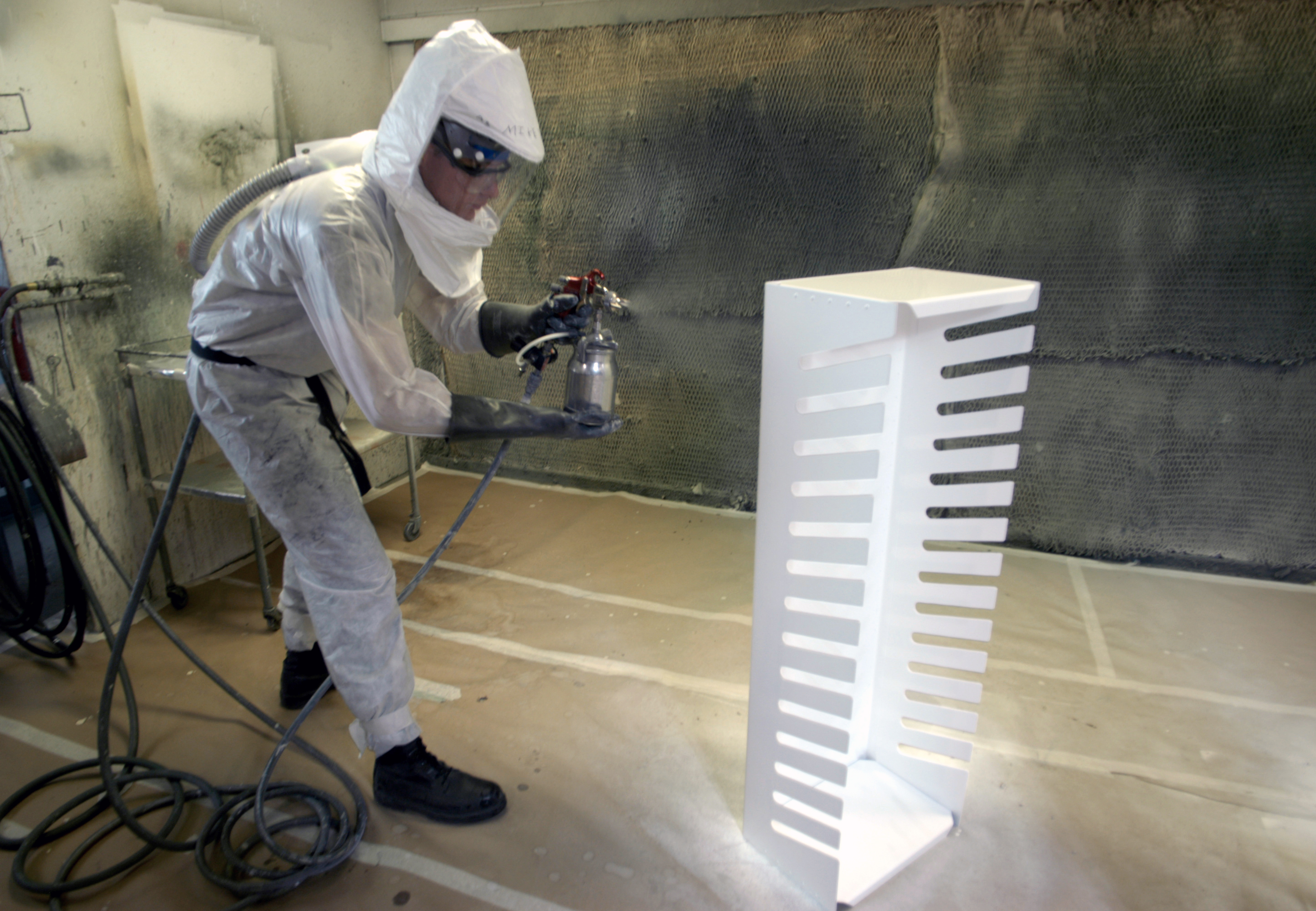
一位工作人員正在噴漆

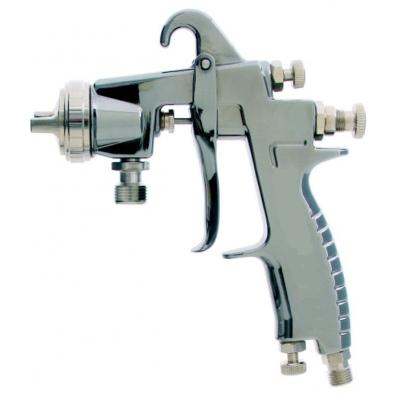
喷枪

喷漆是指用各種装置将油漆、油墨等涂料喷射到物體表面的涂装技术。喷漆時要求涂料快干，而且涂料的沸点低，容易挥发，喷漆作业時發生爆炸的危险性很大。因此喷漆時要注意防火防爆。